# Station La Chaux-des-Crotenay
Station La Chaux-des-Crotenay is een spoorwegstation in de Franse gemeente Chaux-des-Crotenay.